# Айше Османоглу
Айше́ Султа́н (тур. Ayşe Sultan; 31 жовтня 1887, Константинополь — 10 серпня 1960, Стамбул) — турецька письменниця. Дочка османського султана Абдул-Гаміда II від його восьмої дружини Мюшфікі Кадин Ефенді; авторка книги «Мій батько — султан Абдулхамід» (тур. Babam Sultan Abdülhamid).

## Біографія
Айше народилася 1887 року в палаці Їлдиз в Стамбулі. Після повалення батька перебувала під арештом на віллі Аллатіні в Салоніках. 
9 серпня 1910 року Айше стала дружиною Ахмеда Намі, від якого народила трьох дітей: султанзаде Омер Ахмед Намі (4 листопада 1911, Стамбул — 17 березня 1993, Лозанна), Аліє Наміе Султан (7 лютого 1913, Стамбул — 9 квітня 1913, Стамбул) і султанзаде Осман Намі Османоглу (13 січня 1918, Женева — 15 липня 2010, Стамбул). Шлюб закінчився розлученням в 1919 році. 3 квітня 1921 Айшле стала дружиною Мехмета Алі Рауфа, у шлюбі з яким народила сина султанзаде Абдулхаміт Рауф (жовтень 1921, Стамбул — 11 березня 1981, Стамбул).
У 1924 році Айше з родиною опинилася в вигнанні. Вона переїхала до Парижу, де провела 28 років. Весь цей час її мати залишалася в Туреччині і зустрілася з Айше лише 1952 року, коли та повернулася на батьківщину. У Туреччині Айше стала писати мемуари і незадовго до смерті закінчила книгу «Babam Sultan Abdülhamid», яка є основним джерелом інформації про її особисте життя і сім'ї її батька. Мемуари Айше були надруковані у вигляді серії в журналі «Hayat» наприкінці 1950-х. Книга була перевидана в 1984 році видавництвом «Selçuk Yayınları».
Айше Султан померла в 1960 році в Стамбулі. Похована на кладовищі Яхьї Ефенді. Мати Айше пережила дочку всього на рік і була похована поряд з нею.